# Acanthocereus hesperius
Acanthocereus hesperius ist eine Pflanzenart in der Gattung Acanthocereus aus der Familie der Kakteengewächse (Cactaceae).

## Beschreibung
Acanthocereus hesperius wächst strauchig mit offen verzweigten, spreizklimmenden Trieben. Die hell gelblich braunen fleischigen Wurzeln sind karottenartig, 30 bis 50 Zentimeter lang und weisen einen Durchmesser von 10 bis 15 Zentimeter auf. Ältere Triebe sind dunkelgrün, gerade oder bogenförmig, 12 bis 50 Zentimeter lang und erreichen einen Durchmesser von 3 bis 3,5 Zentimeter. Es sind 6 bis 7 Rippen vorhanden. Jungtriebe sind glatt und messen bis zu 1 Zentimeter im Durchmesser. Sie besitzen bis zu 10 Rippen, die gelegentlich in kleine Höcker gegliedert sind. Die gelblich weißen Mitteldornen sind an Jungtrieben einzeln und bis 4 Millimeter lang. An älteren Trieben werden ein bis drei ausgebildet, die an ihrer Basis verdickt sind und 3 bis 6 Millimeter lang werden. Die Randdornen sind gelblich weiß bis braun. Bei Jungtrieben sind es fünf, die 2 bis 3 Millimeter lang sind. An älteren Trieben sind es acht bis zehn mit einer Länge von 2 bis 8 Millimeter.
Die trichterförmigen, weißen Blüten sind 7 bis 8 Zentimeter lang. Ihre Perikarpell ist auffällig gehöckert und mit bräunlich bewollten Areolen besetzt, aus denen einige Dornen entspringen. Die eiförmigen, purpurroten Früchte erreichen einen Durchmesser von 2,5 Zentimeter und eine Länge von 3,5 Zentimeter.

## Verbreitung, Systematik und Gefährdung
Acanthocereus hesperius ist im mexikanischen Bundesstaat Oaxaca verbreitet.
Die Erstbeschreibung als Peniocereus occidentalis erfolgte 1963 durch Helia Bravo Hollis. David Richard Hunt stellte die Art 2016 in die Gattung Acanthocereus. Dabei wurde ein neuer Name notwendig, da der Name Acanthocereus occidentalis Britton & Rose (1920) bereits existierte.
In der Roten Liste gefährdeter Arten der IUCN wird die Art als „Critically Endangered (CR)“, d. h. als vom Aussterben bedroht geführt.

## Nachweise